# Monastero di San Giovanni (Val Müstair)
Il monastero di San Giovanni Battista è un monastero benedettino a Müstair, in Val Monastero nel Cantone dei Grigioni in Svizzera, vicino al confine con la Val Venosta in Italia, nell'Alto Adige.

Dal 1983 è stato incluso nella lista dei Patrimoni dell'umanità dell'UNESCO per via dello straordinario ciclo di affreschi di epoca carolingia (IX secolo) e delle sculture romaniche che conserva.

## Storia
Il monastero venne fondato verso il 780 dal vescovo di Coira. Nel 1167 fu trasformato in monastero femminile. Durante i restauri del XX secolo furono rinvenuti alcuni affreschi romanici, databili verso il 1160.

## Descrizione

### Gli affreschi carolingi
Gli affreschi carolingi si trovano nella chiesa abbaziale e raffigurano Storie dell'Antico e Nuovo Testamento, dipinte verso l'830, molto danneggiate e giudicabili solo nell'insieme.
Una delle scene più integre è la Guarigione dell'Emorroissa, dove si nota un tratto rapido, con pochi colori, che sovrappone le campiture ritoccando poi con lumeggiature, le quali oggi sono quasi completamente invisibili.
Sulla controfacciata inoltre, si segnala una delle prime rappresentazioni del Giudizio Universale. La tecnica e lo stile rimandano agli affreschi della chiesa di Santa Maria Foris Portas a Castelseprio, in Lombardia, per cui si è pensato che a Müstair avesse lavorato un maestro lombardo o che comunque aveva conoscenza diretta delle esperienze pittoriche in tale regione.

### Il sentiero delle ore
Nella primavera del 2006 è stato costruito il sentiero delle ore che dal monastero arriva fino all'abbazia di Monte Maria, vicino a Malles. Questo progetto è costato quasi 84 000 euro, ed è stato cofinanziato dalla Comunità Europea, tramite il fondo europeo di sviluppo regionale.

## Galleria d’immagini

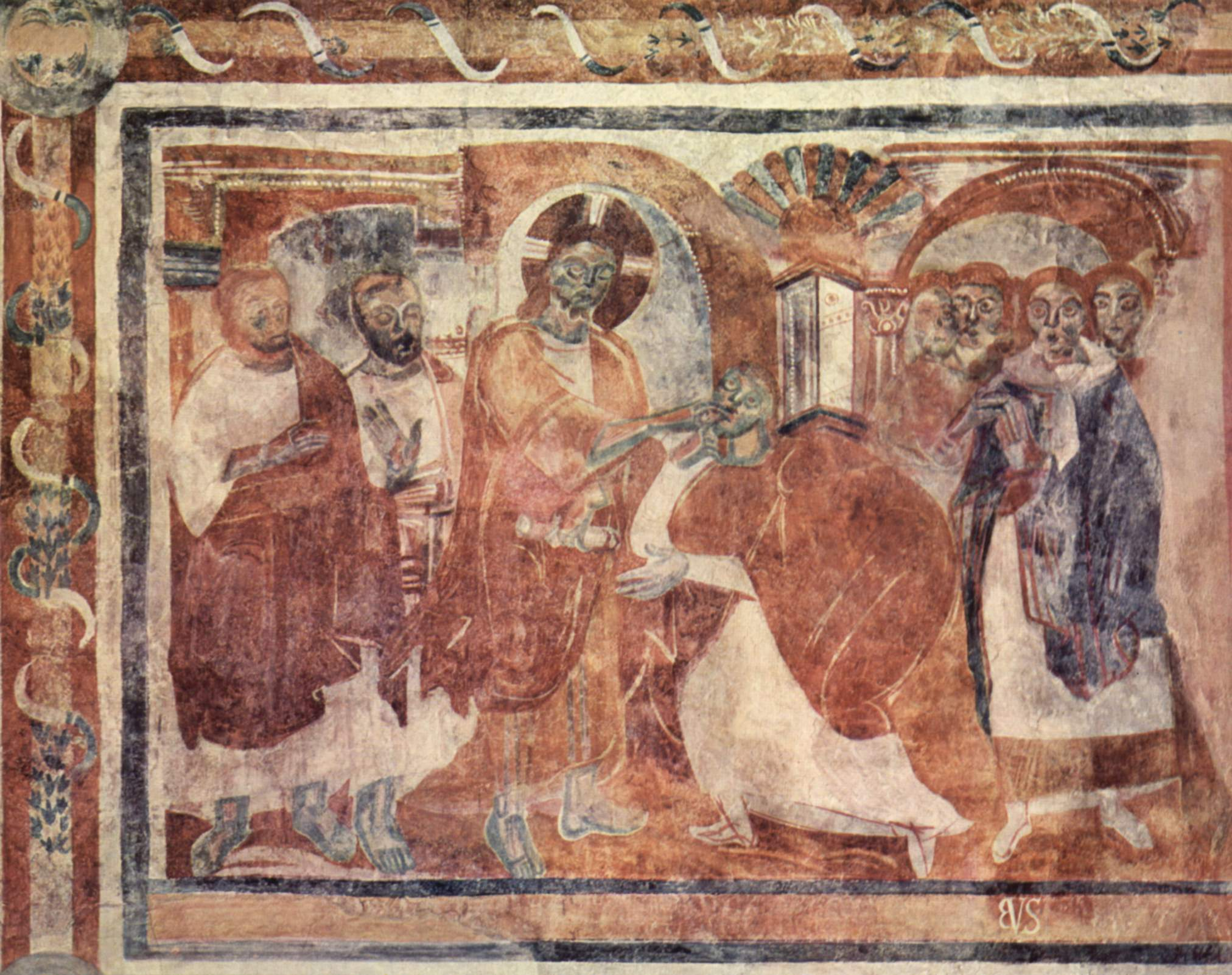
Guarigione dell'Emorroissa
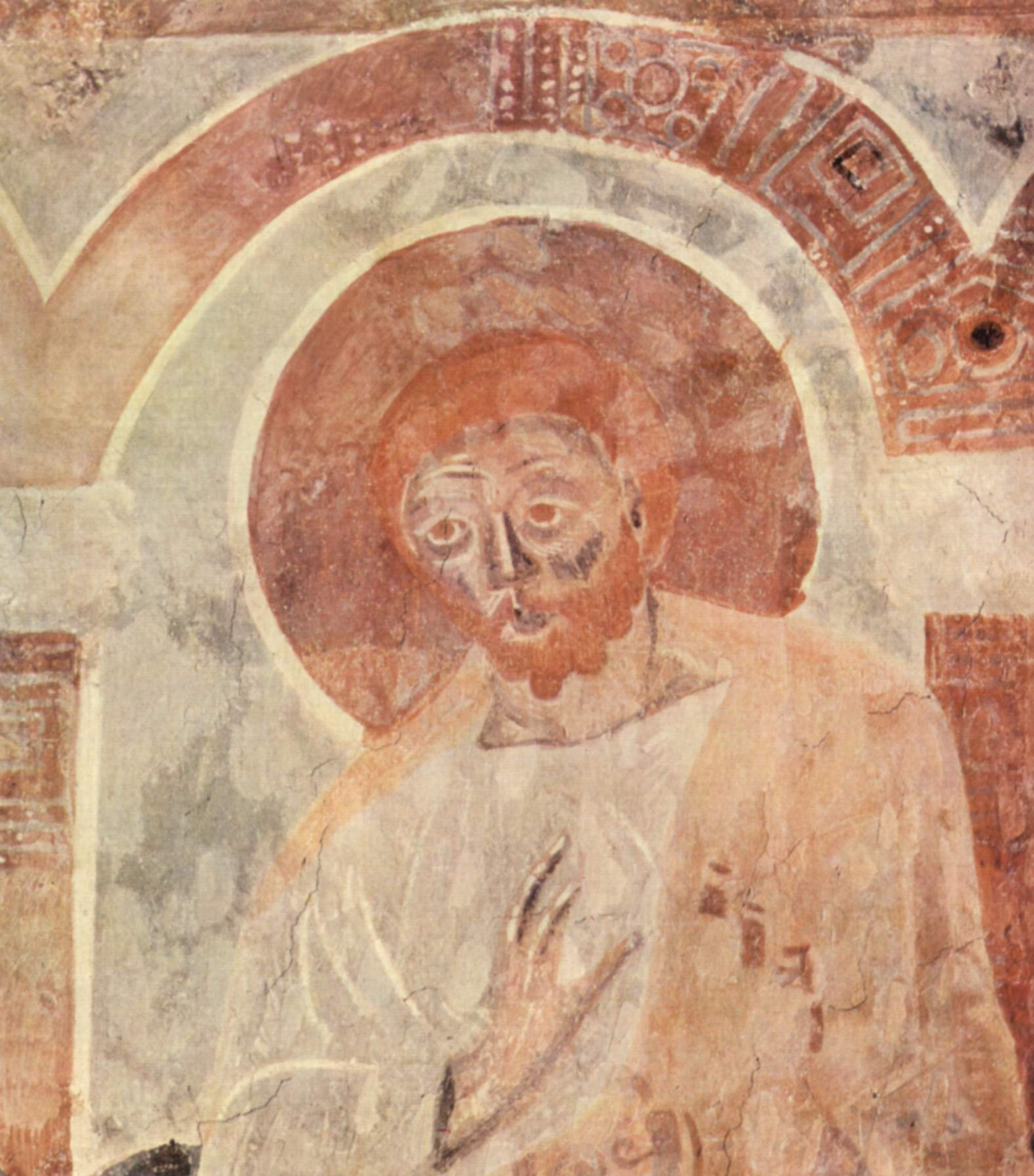
Apostolo
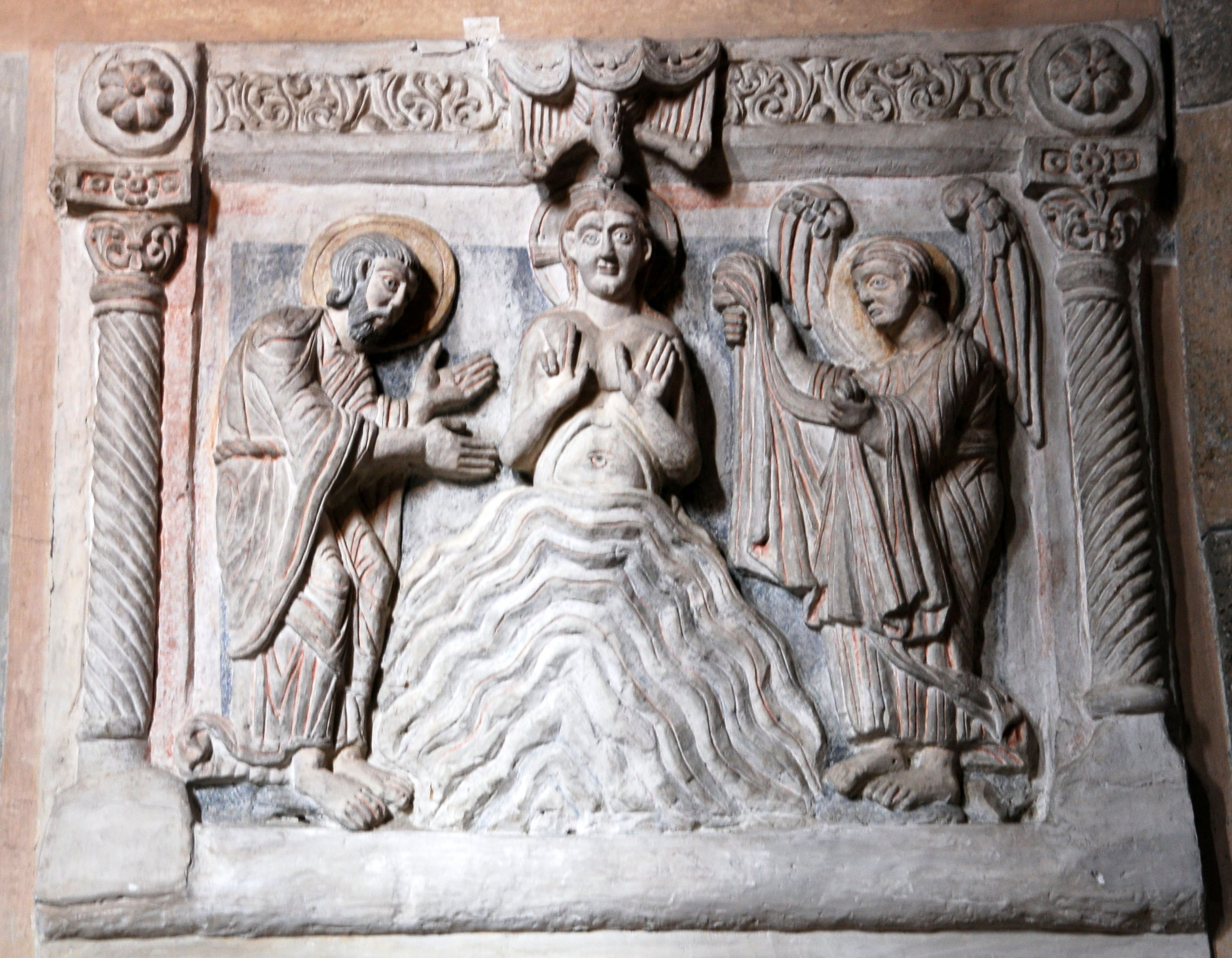
Rilievo
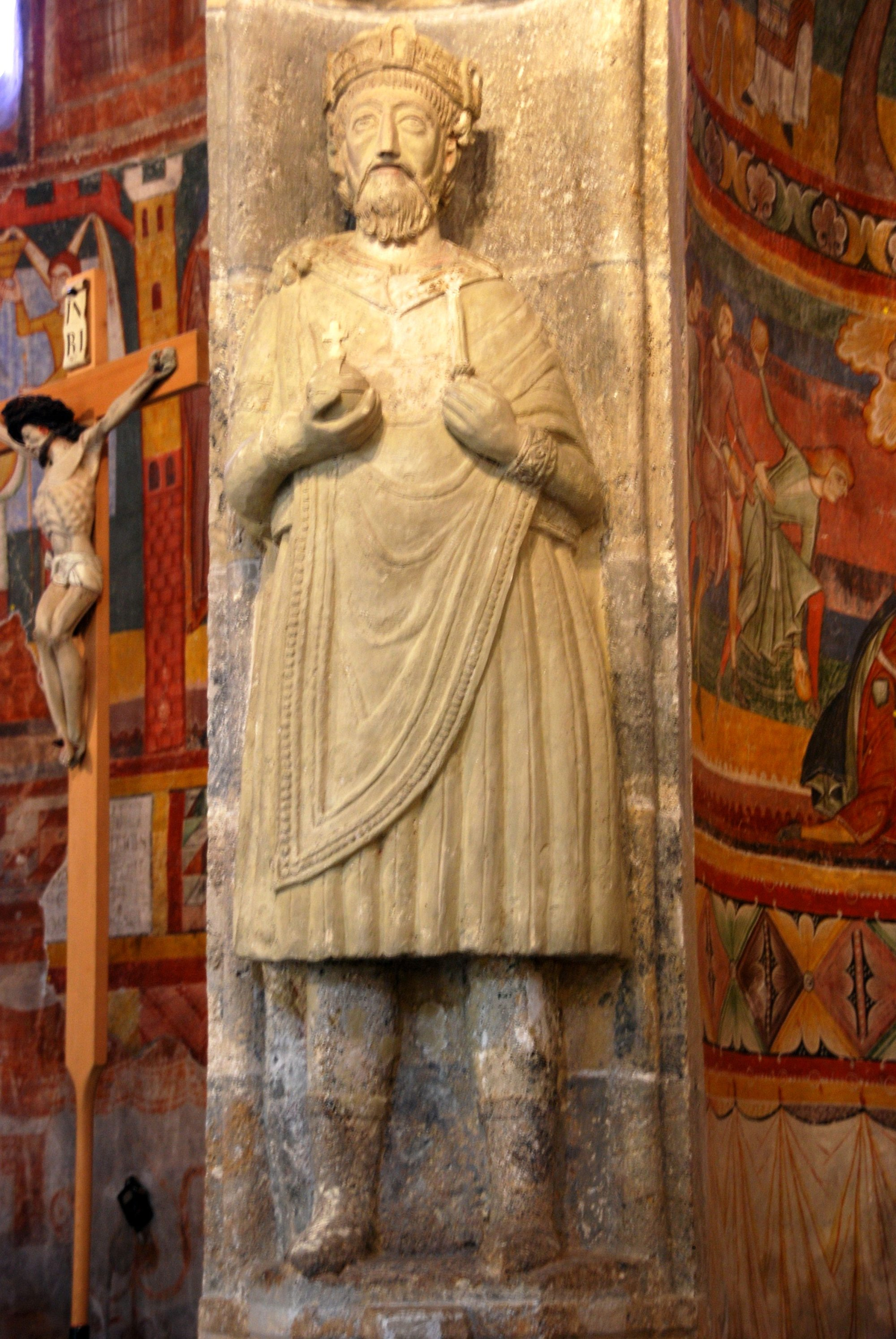
Statua di Carlo Magno
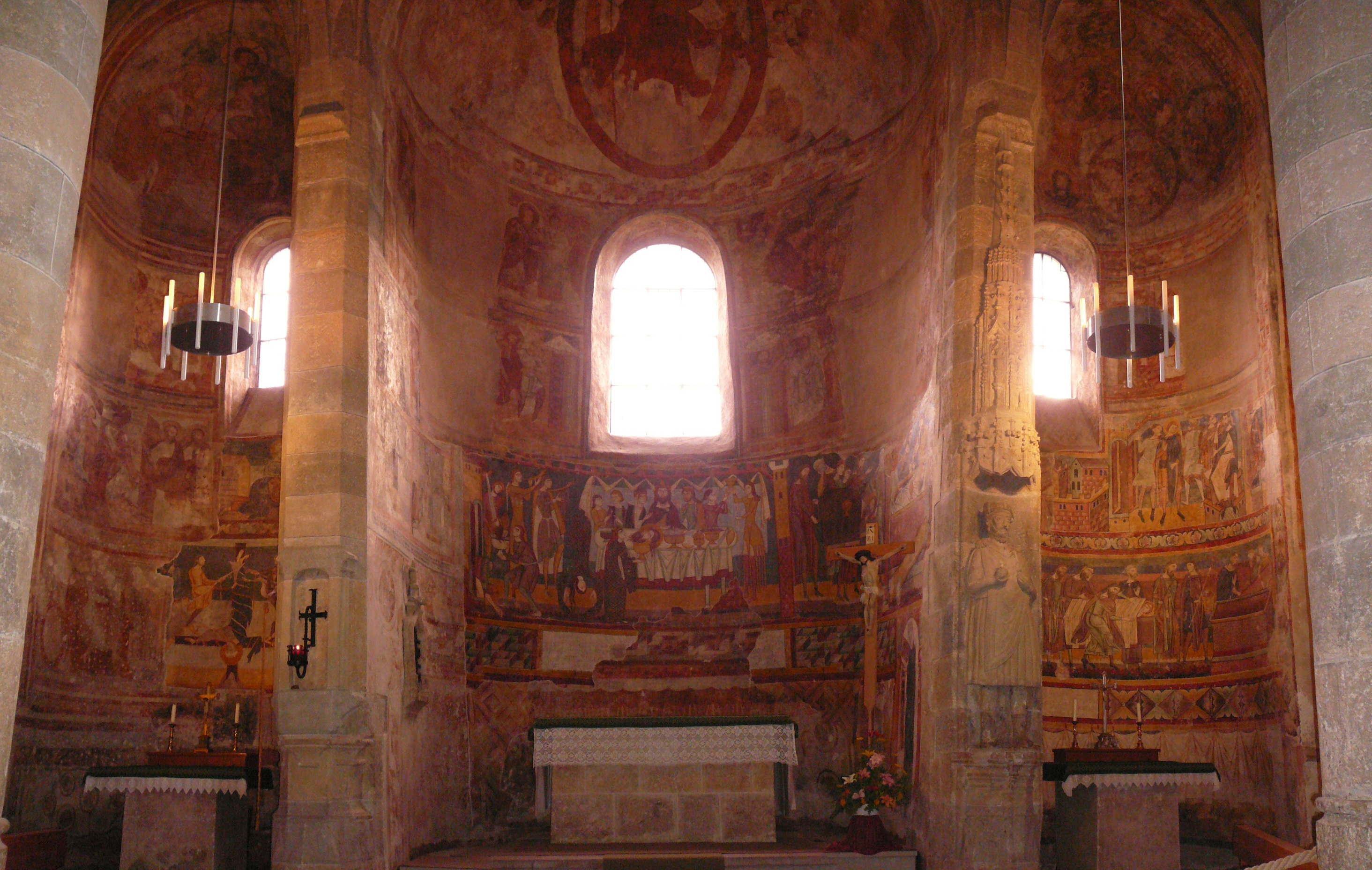
Interno della chiesa del monastero
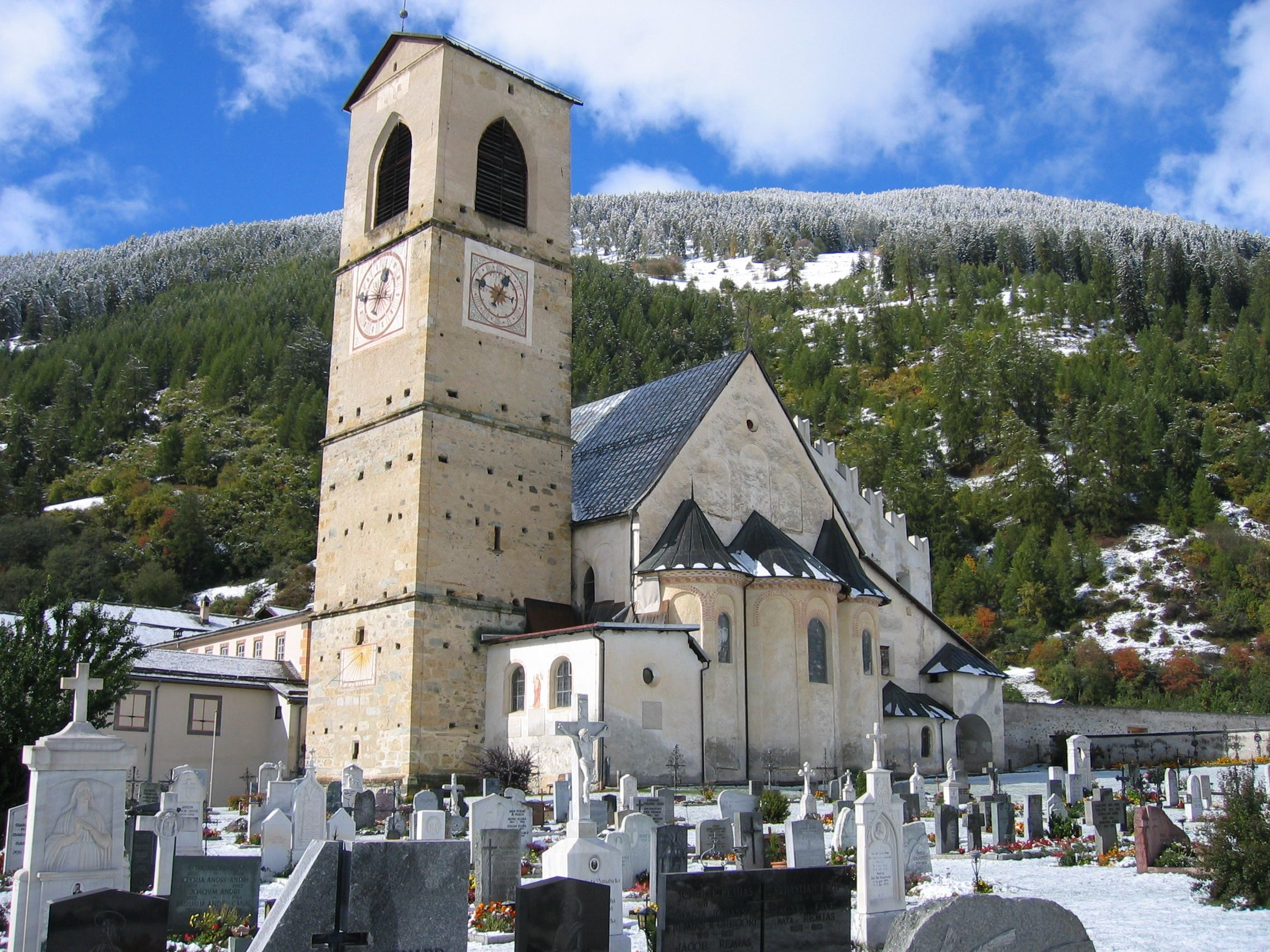
Veduta esterna
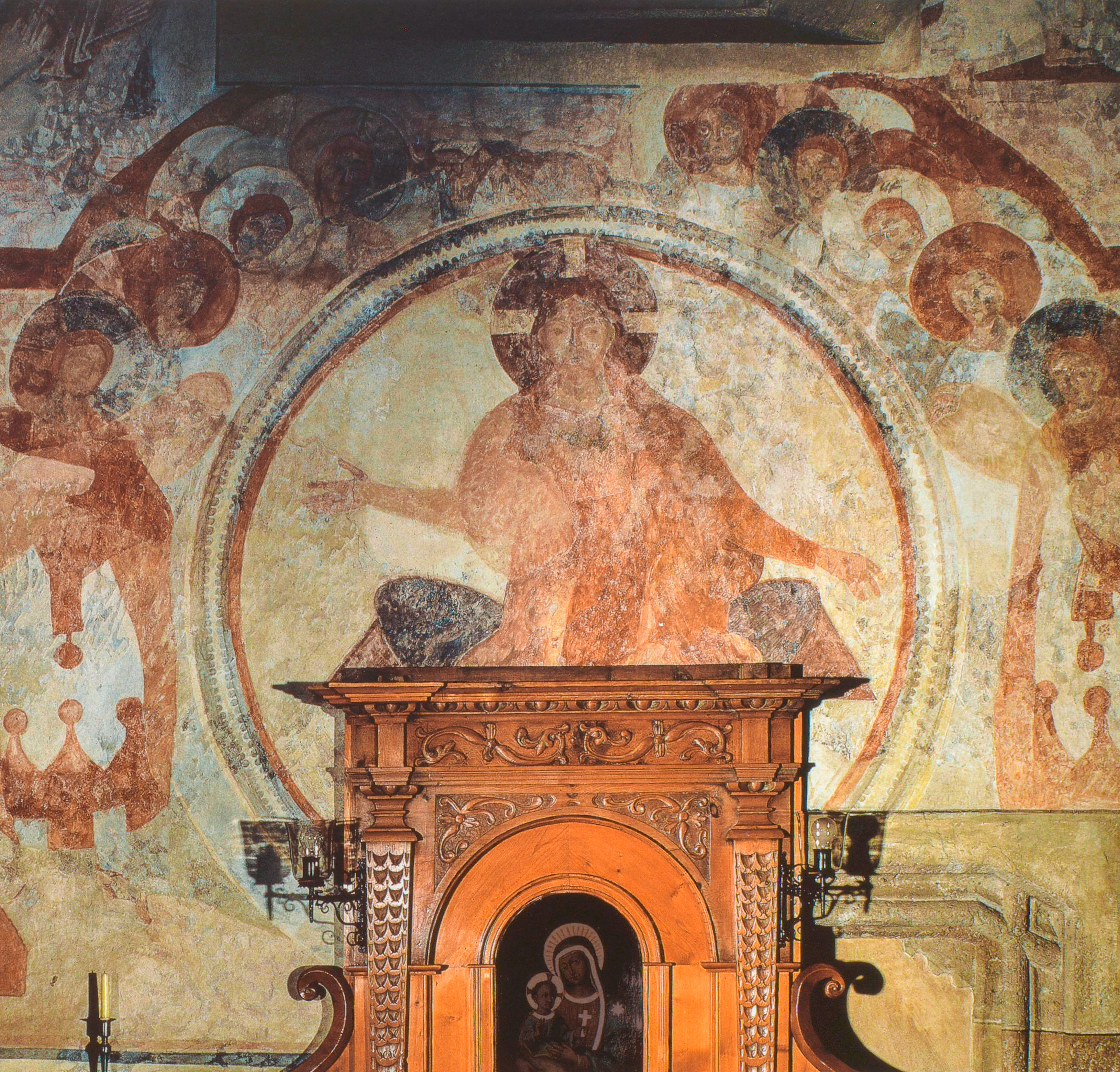
Giudizio Finale